# Paravespa nigrifrons
Paravespa nigrifrons är en stekelart som först beskrevs av Giordani Soika 1960.  Paravespa nigrifrons ingår i släktet Paravespa och familjen Eumenidae. Inga underarter finns listade i Catalogue of Life.